# Rakan-ji
Rakan-ji (羅漢寺) est un temple Sōtō situé à Nakatsu, préfecture d'Ōita au Japon. Le temple est situé sur le versant du mont Rakan, la falaise rocheuse aux innombrables grottes. La porte principale ainsi que le bâtiment principal se tiennent directement dans la falaise rocheuse. Plus de 3 700 Bouddhas de pierre sont vénérés dans les grottes.

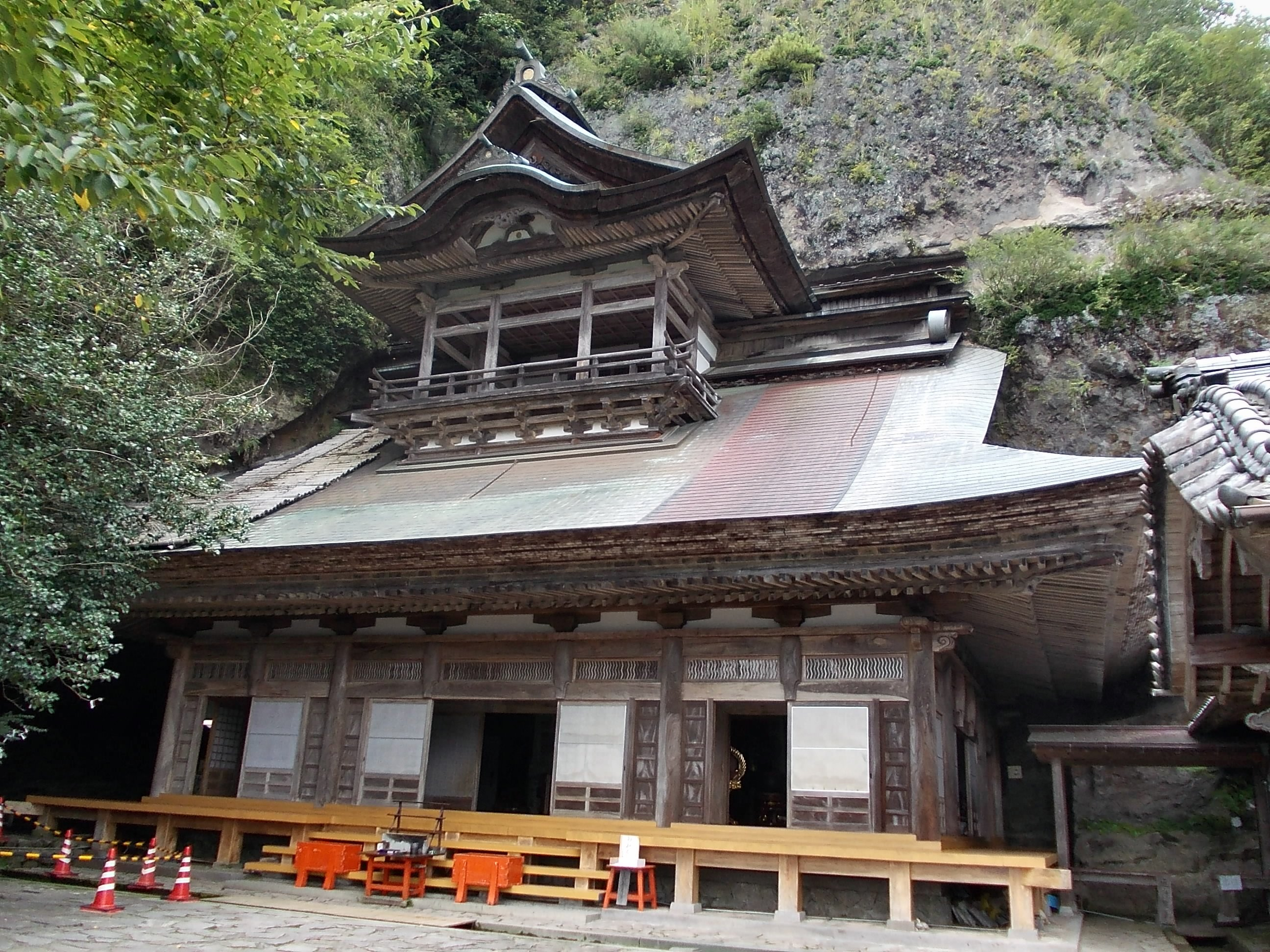
Bâtiment principal

Fondé en 1337, le temple est détruit par un incendie en 1943. L'actuel bâtiment principal est reconstruit en 1969. 

## Galerie d'images

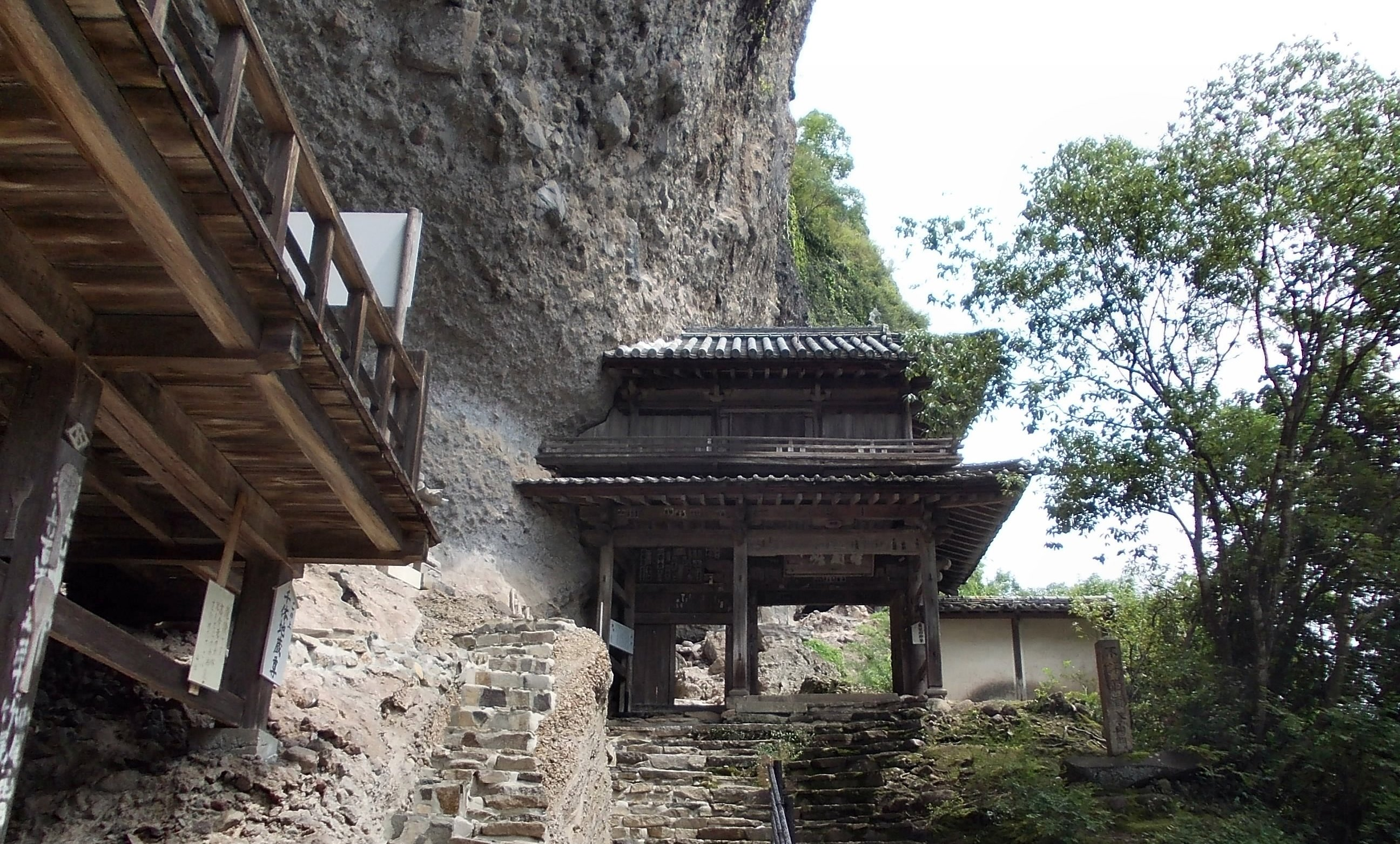
Porte principale
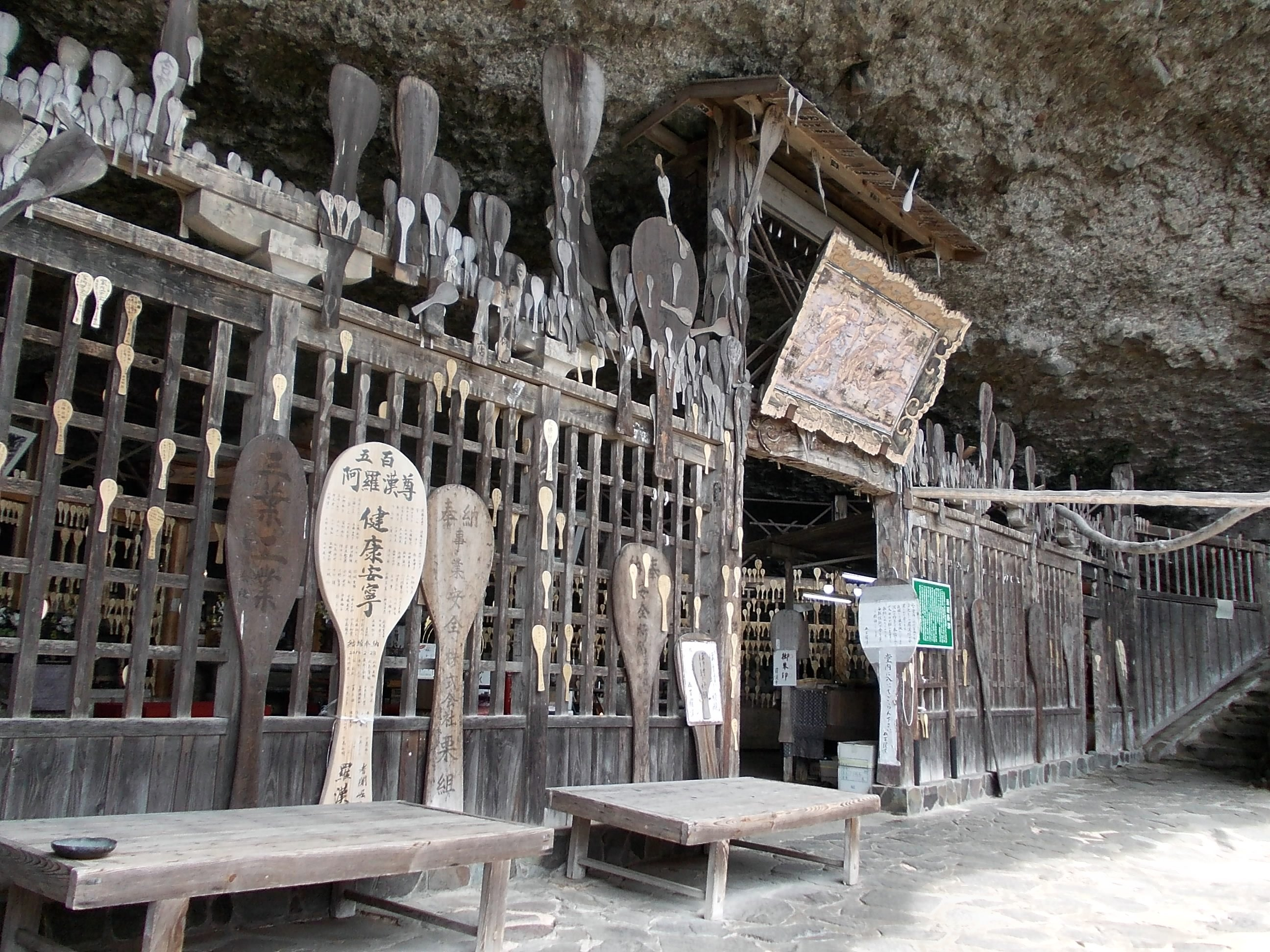
500 rakan dans la grotte de Murodō
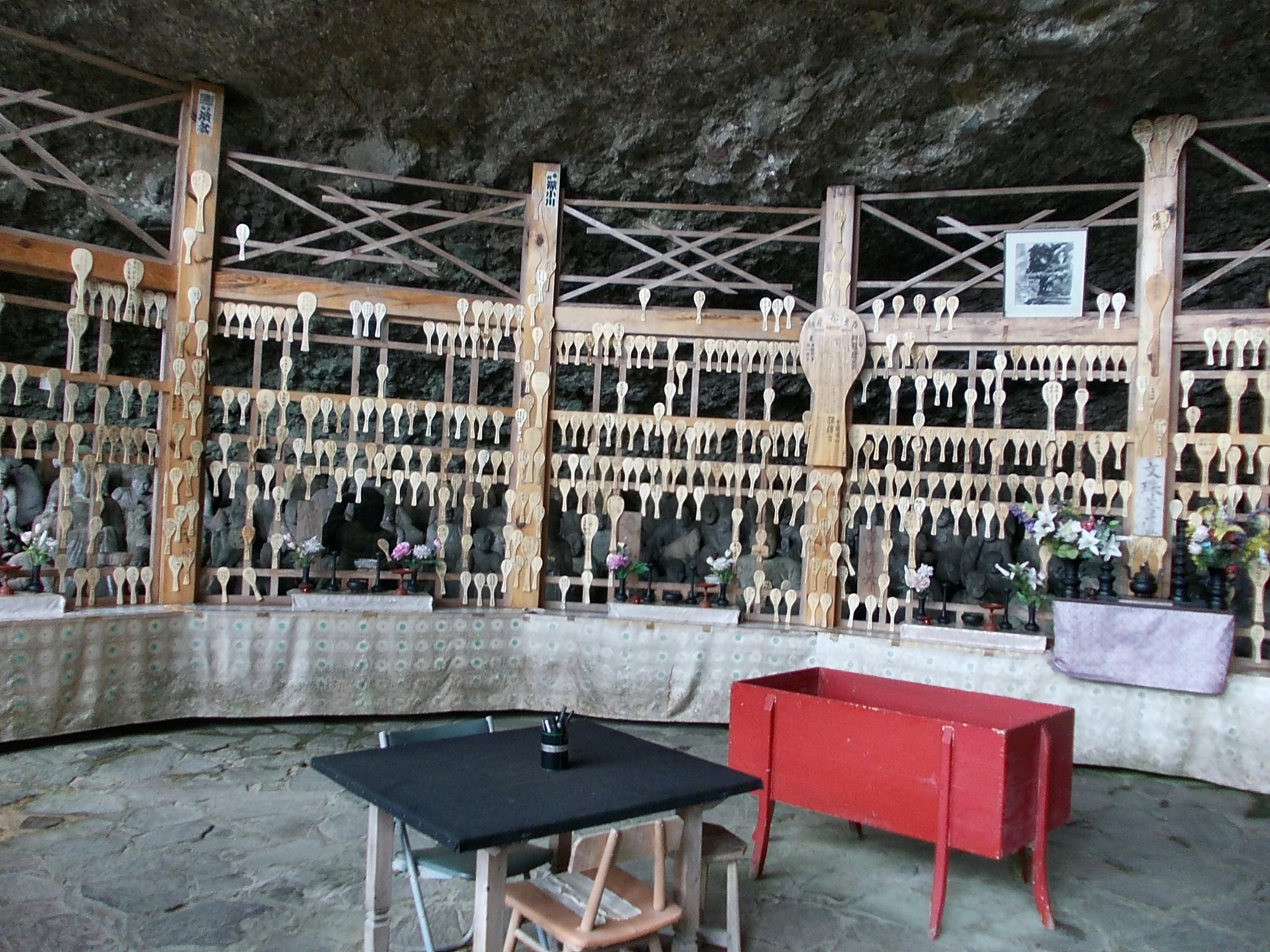
500 rakan dans la grotte de Murodō
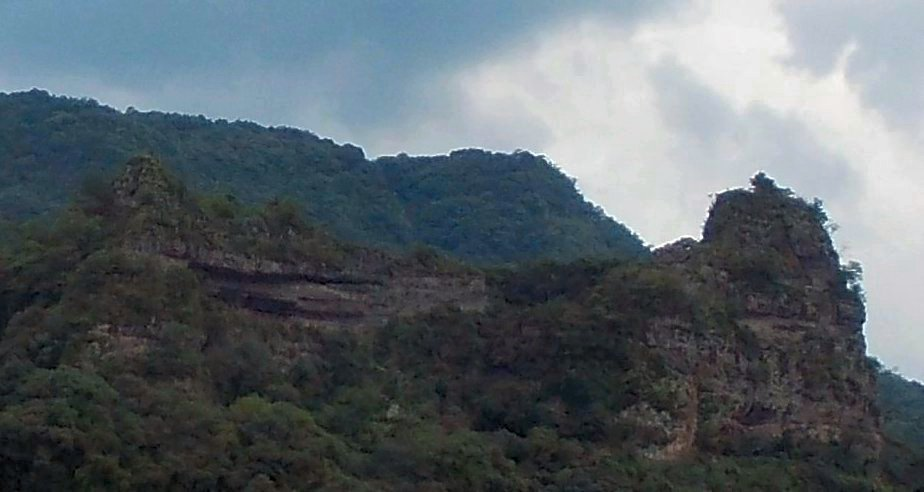
Falaise de Fururakan

## Référence
- (en) Cet article est partiellement ou en totalité issu de l’article de Wikipédia en anglais intitulé « Rakan-ji (Oita) » (voir la liste des auteurs).